# 摩文仁賢榮
摩文仁 賢榮（まぶに けんえい、1918年2月13日 - 2015年12月19日）は、糸東流空手道第二代宗家。糸東流空手道流祖・摩文仁賢和の長男として、沖縄県首里市（現、那覇市首里）に生まれる。幼少より常に父の側にあって修行に励む。文字通り「空手」の歴史の生き証人である。

## 経歴
- 1952年（昭和27年）　父・賢和の死去に伴い、糸東流第2代を継ぐ。
- 1969年（昭和44年）　全日本空手道連盟設立とともに中央資格審議員、世界空手道連盟審査員を務める。
- 1984年（昭和59年）　日本武道協議会より武道功労者表彰受賞。
- 1993年（平成5年）　世界糸東流空手道連盟を設立、総裁に就任。
- 2015年（平成27年）　12月19日没[1]。

## 著作

### 技術書
- 『空手道』（愛隆堂、1955年）
- 『空手道教範』（愛隆堂、1968年）
- 『テクニック空手』（愛隆堂、1979年）
- KARATE-DO Shitô-ryu（SEDIREP, 1989年）フランス語
- KARATE-DO TRADITIONNEL SHITÔ-RYU（SEDIREP, 1995年）フランス語
- SHITO-RYU KARATE-DO (Dominie Press Pte. Ltd., 1997年）英語

### 思想書
- 『武道空手への招待』（横山雅彦編、三交社、2001年）
  - LA VOIE DE LA MAIN NUE -- invitation et karaté-do (DERVY, 2004年）フランス語訳
  - Leere Hand - Vom Wesen des Budô-Karate（PALISANDER,2007年）ドイツ語訳
  - Empty Hand - The Essence of Budô Karate（PALISANDER,2009年）英語訳

※すぐれた身体論的・思想史的論考として、（空手界よりむしろ）学術界で評価が高い。スポーツ科学や身体論の参考図書として、ほとんどの大学図書館に備本されている。フランス語版（LA VOIE DE LA MAIN NUE -- invitation et karaté-do）は、ミッテラン前大統領の政治顧問で、エクス・マルセイユ大学のブルーノ・エチエンヌ教授が激賞、序文および解説を著わしている。2007年にはドイツ語版（Leere Hand - Vom Wesen des Budô-Karate）、2009年には英語版（Empty Hand - The Essence of Budô Karate）も出版された。

### 書評
- 学際研究としての武道